# Yax Ehb Xook
Yax Ehb Xook – władca uważany za założyciela dynastii Tikál. Panował około roku 90 n.e.